# Mischa Maisky

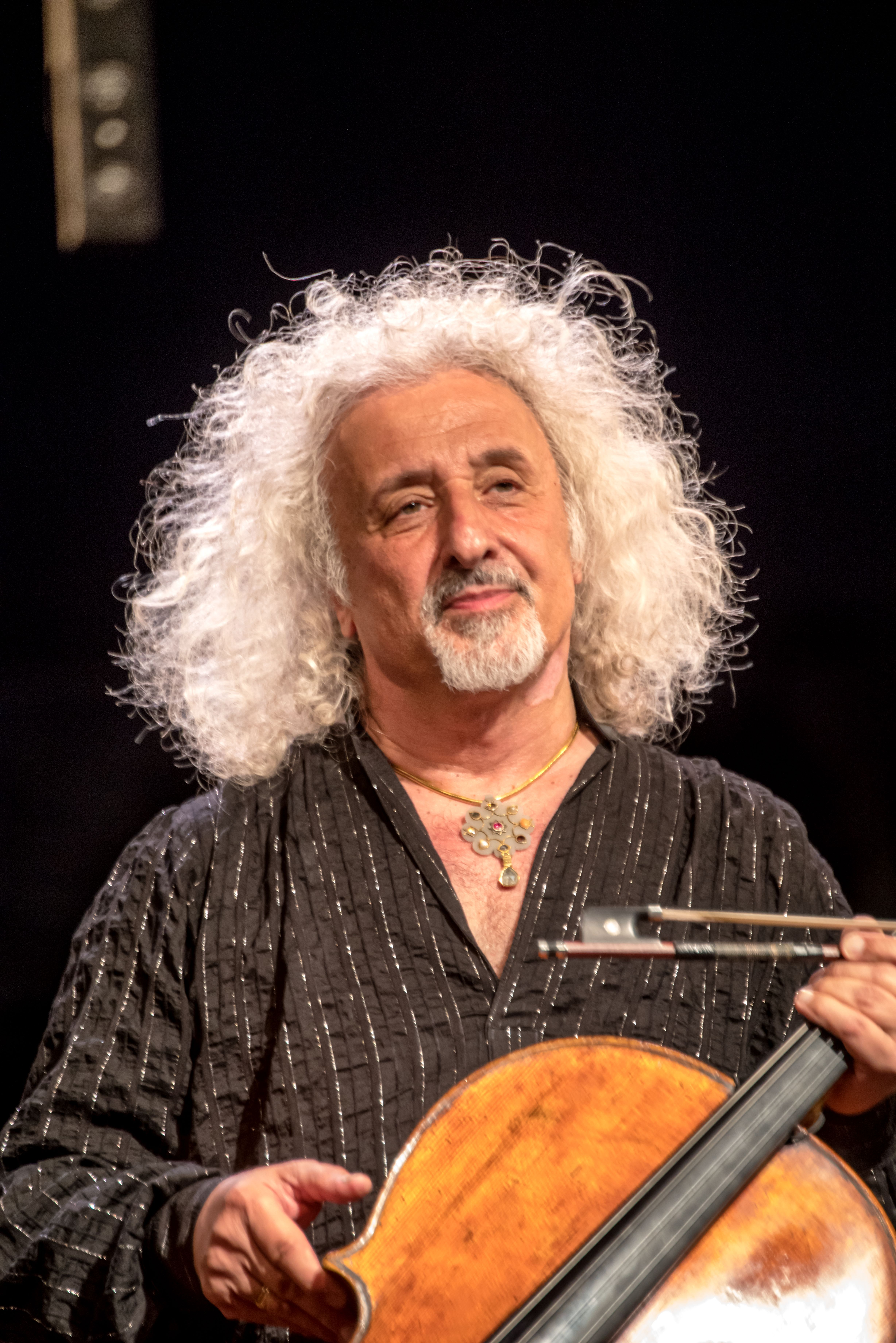
Mischa Maisky (2016)

Mischa Maisky (russisch Ми́ша Ма́йский, hebräisch מישה מייסקי; * 10. Januar 1948 in Riga, Sowjetunion, heute Lettland) ist ein klassischer Cellist und gilt als einer der bedeutendsten Cellisten der Gegenwart. Er lebt heute in Waterloo bei Brüssel.

## Leben und Wirken

### Kindheit und Familie

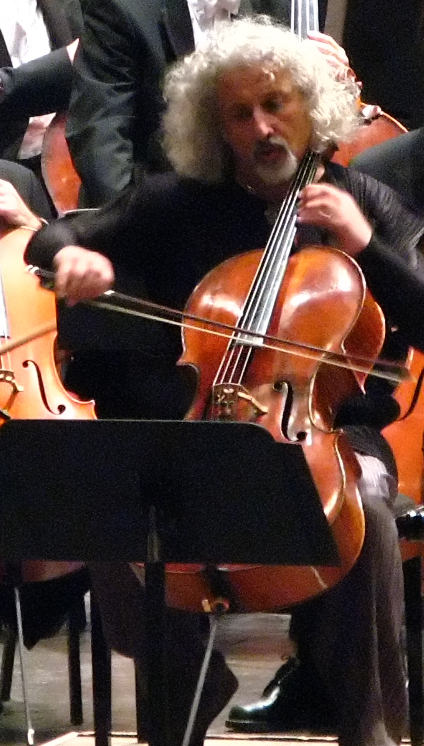
Mischa Maisky (2006)

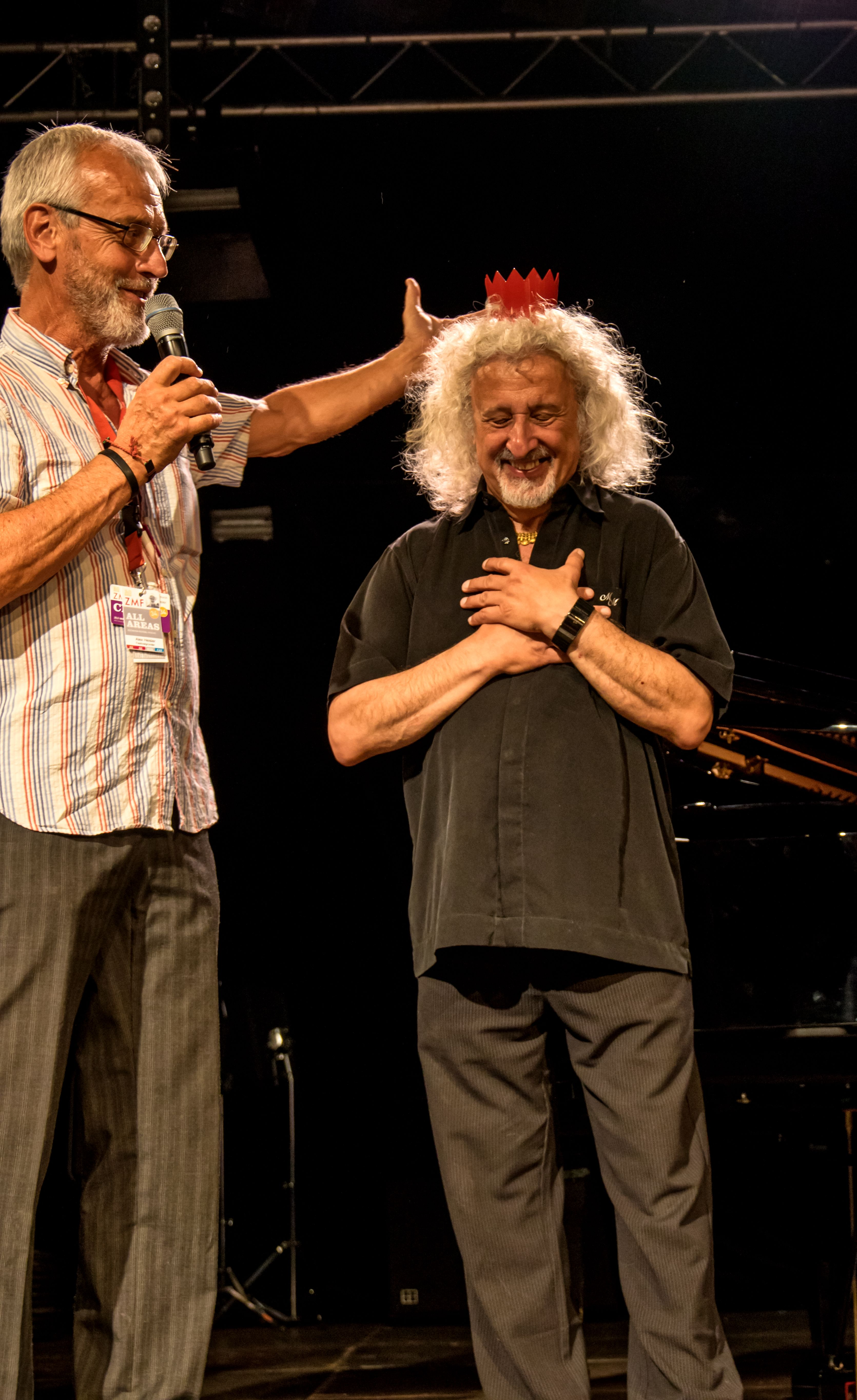
Mischa Maisky, Ehrenpreisträger des ZMF 2016 in Freiburg

Mischa Maisky stammt aus einer musikalischen jüdischen Familie ukrainischer Herkunft und wurde als jüngstes von drei Kindern geboren. Sein Bruder Waleri (1942–1981), spielte zunächst Violine und wurde später Organist und Musikwissenschaftler, seine Schwester Lena (Lina) verheiratete Jacobson (1938–2014) war Pianistin. Mischa Maiskys Vater starb im Jahr 1966 an Lungenkrebs.

### Musikalische Ausbildung
Maisky begann im Alter von acht Jahren mit dem Cellospiel, zunächst wurde er an der Städtischen Musikschule und später am Konservatorium Riga unterrichtet. 1962 wechselte der 14-Jährige an eine dem Leningrader Konservatorium angeschlossene Musikschule. Ein Jahr später begann er sein Studium am Moskauer Konservatorium in der Meisterklasse von Mstislaw Rostropowitsch, der sein Mentor wurde und ihn nach dem Tod seines Vaters auch finanziell unterstützte. Mit einem Stipendium der America-Israel Cultural Foundation war Maisky 1974 Meisterschüler von Gregor Piatigorsky an der University of Southern California. Er ist der einzige Cellist, der von Rostropowitsch und von Piatigorsky unterrichtet wurde. Er ist Preisträger mehrerer internationaler Wettbewerbe.

### Künstlerische Laufbahn
Sein Debüt hatte Maisky 1965 mit den Leningrader Philharmonikern. Parallel zu seinem Studium in Moskau begann er seine Konzerttätigkeit in der Sowjetunion. Nachdem Maiskys Schwester 1969 nach Israel ausgewandert war und er versucht hatte, auf dem Schwarzmarkt einen Kassettenrekorder zu erwerben, wurde Maisky verhaftet und 1970 zu zwei Jahren Arbeitslager verurteilt. Ein befreundeter Arzt überwies ihn 1972 in eine Nervenheilanstalt, da dies für ihn die einzige Möglichkeit war, nach seiner Haft der Armee zu entkommen.
Mit Unterstützung eines US-amerikanischen Gönners emigrierte Maisky im Winter 1972 nach Israel und verlegte später seinen Wohnsitz nach Brüssel. 1973 hatte er sein Debüt in der Carnegie Hall mit dem Pittsburgh Symphony Orchestra unter der Leitung von William Steinberg und entfaltete anschließend seine internationale Karriere. 1976 spielte er erstmals in London mit dem Royal Philharmonic Orchestra, 1992 trat er zum ersten Mal bei den Londoner Proms auf.
Er konzertiert weltweit in bedeutenden Konzertsälen sowie bei internationalen Festivals (darunter die Salzburger Festspiele) unter der Leitung von Dirigenten wie zum Beispiel Leonard Bernstein, Daniel Barenboim,  Vladimir Ashkenazy, Gustavo Dudamel, Charles Dutoit, Valery Gergiev, Carlo Maria Giulini, Mariss Jansons, James Levine, Lorin Maazel, Zubin Mehta, Riccardo Muti, Giuseppe Sinopoli oder Juri Temirkanow.
Neben seiner Konzerttätigkeit als Solist wirkt Maisky auch als Kammermusiker. Zu seinen bevorzugten Partnern zählen Martha Argerich, Radu Lupu, Ivry Gitlis, Boris Belkin, Daria Hovora (1947–2017) und Malcolm Frager.  Des Weiteren erfolgte eine Zusammenarbeit mit unter anderem  Juri Bashmet, Joshua Bell, Nelson Freire, Janine Jansen, Evgeny Kissin, Gidon Kremer, Lang Lang, Itzhak Perlman, Peter Serkin, Julian Rachlin, Vadim Repin und Maxim Vengerov. Maisky bildet außerdem mit seiner Tochter, der Pianistin Lily Maisky, und seinem Sohn, dem Geiger Sascha Maisky, das Maisky-Trio, welches in zahlreichen Konzertsälen Europas kammermusikalisch und auch in Orchesterwerken auftritt, so beispielsweise mit Beethovens Tripelkonzert (2017 in Graz) oder mit dem Doppelkonzert für Violine und Cello von Johannes Brahms (2013 in Köln).
Maiskys Repertoire umfasst die Cello-Literatur bis hin zu Werken von Komponisten des 20. Jahrhunderts. Er wird als „Romantiker“ unter den Cellisten bezeichnet und ist bekannt für die emotionale Intensität seiner Interpretation.
Zudem unterrichtet Maisky in Meisterkursen und wirkt als Juror bei internationalen Musikwettbewerben, so zum Beispiel beim Tschaikowski-Wettbewerb oder beim Concours Reine Elisabeth.
1982 begann die Zusammenarbeit mit der Deutschen Grammophon, wo zahlreiche Aufnahmen veröffentlicht wurden.

### Instrumente
Seit 1973 spielt Maisky ausschließlich auf einem Cello von Domenico Montagnana aus dem Jahr 1720.

### Privates
Maisky heiratete 1983 die US-Amerikanerin Myaryanne Kay Lipmann. In zweiter Ehe ist er seit 2007 mit Evelyn De Silva-Maisky verheiratet. Er hat sechs Kinder: die Pianistin Lily Maisky (* 1987), den Geiger Sascha Maisky (* 1989) aus erster Ehe sowie drei Söhne und eine Tochter aus seiner zweiten Ehe.

## Preise und Auszeichnungen (Auswahl)
- 1965: Erster Preis beim nationalen sowjetischen Musikwettbewerb
- 1966: 6. Platz beim Tschaikowski-Wettbewerb
- 1973. Gewinner der Gaspar Cassadó International Cello Competition in Florenz
- 1978: Gewinner des Viotti-Wettbewerbs in Vercelli
- 1996: Echo Klassik, Kategorie „Konzerteinspielung des Jahres“ für Vivaldi, Boccherini: Cellokonzerte[22]
- 1999: Echo Klassik, Kategorie „Konzerteinspielung des Jahres“ für Saint-Saëns – Mischa Maisky: Cello Concerto No. 1; Cello Sonata No. 1.[22]
- 2000: Echo Klassik, Kategorie „Kammermusikeinspielung des Jahres“ für Shostakovich, Tchaikovsky: Trios. Mit Martha Argerich und Gidon Kremer[22]
- 2002: Goldener Rathausmann der Stadt Wien
- 2003: Echo Klassik, Kategorie „Instrumentalist des Jahres“[22]

## Diskografie (Auswahl)

### Cello Solo
- Johann Sebastian Bach: 6 Cellosuiten, BWV 1007–1012 (Deutsche Grammophon; 1985)

### Kammermusik
- Schubert: Sonata for Arpeggione; Schumann: Fantasiestücke op. 73. Mit Martha Argerich (Philips; 1985)
- Johann Sebastian Bach: Goldberg Variationen. Transkription für Streichtrio. Mit Dmitri Sitkowetski, Gérald Caussé (Orfeo; 1985)
- Johann Sebastian Bach: 3 Sonaten für Violoncello und Klavier BWV 1027–1029. Mit Martha Argerich (Deutsche Grammophon; 1985)
- Beethoven: Cellosonaten op. 5; Variationen. Mit Martha Argerich (Deutsche Grammophon; 1991)
- Beethoven: Cellosonaten op. 69 & 102; Variationen. Mit Martha Argerich (Deutsche Grammophon; 1993) Grammy-Award-Nominierung
- Cellissimo. Mit Daria Hovora, Klavier. Werke von u. a. Bach, Händel, Boccherini, Schubert, Schumann, Chopin, Debussy (u. a. Deutsche Grammophon; 1994)

- Beethoven: Die Cellosonaten. Mit Martha Argerich (Deutsche Grammophon; 1995)
- Shostakovich, Tchaikovsky: Trios. Mit Martha Argerich und Gidon Kremer (Deutsche Grammophon; 1999) Grammy-Award-Nominierung
- Après Un Rêve. Werke von u. a. Fauré, Ravel, Massenet, Debussy, Poulenc. Mit Daria Hovora, Klavier (Deutsche Grammophon; 1999)
- Mischa Maisky, Martha Argerich: Live in Japan. Werke von Chopin, Franck, Debussy (Deutsche Grammophon; 2001) Grammy-Award-Nominierung
- Mendelssohn: Cello Sonatas, Variations, 7 Songs without words. Mit Sergio Tiempo, Klavier (Deutsche Grammophon; 2002)
- Argerich, Kremer, Bashmet, Maisky – Brahms: Klavierquartett op. 25; Schumann: Fantasiestücke op. 88 (Deutsche Grammophon; u. a. 2002)
- Saint-Saëns: Het Carnaval der Dieren. Mit u. a. Gidon Kremer, Isabelle van Keulen, Martha Argerich, Tabea Zimmermann, Nelson Freire (Philips; 2005)
- Mischa Maisky und Martha Argerich in Concert. Werke von Schostakowitsch, Strawinski und Prokofjew (Deutsche Grammophon; 2005)
- Vocalise. Russian Romances. Mit Pavel Gililov, Klavier (Deutsche Grammophon; 2005)
- Bach: Goldberg Variations. Mit Julian Rachlin und Nobuko Imai (Deutsche Grammophon; 2006)
- Shostakovich: Piano Quintet, Trio No. 1, 5 Pieces. Live in Vienna. Mit Julian Rachlin, Janine Jansen, Yuri Bashmet, Itamar Golan (Onyx; 2007)
- Rachmaninov: Elégie. Mit Sergio Tiempo, Klavier (Deutsche Grammophon; 2007)
- Morgen. Werke von Strauss und Dvořák. Mit Pavel Gililov, Klavier (Deutsche Grammophon; 2008)
- Lang Lang, Vadim Repin, Mischa Maisky – Tchaikovsky/Rachmaninov: Piano Trios (Deutsche Grammophon; 2009)
- Adagietto. Mischa Maisky & Lily Maisky. Mit Sophie Hallinck (Harfe), Martha Argerich, Julian Rachlin, Janine Jansen (Deutsche Grammophon; 2018)
- Mischa & Lily Maisky: 20th Century Classic. Werke von u. a. Britten, Bloch, Bartók, Strawinsky, Piazzolla, Messiaen (Deutsche Grammophon; 2019)

### Solokonzerte mit Orchester
- Brahms: Doppelkonzert. Mit Gidon Kremer, Wiener Philharmoniker, Dirigent:  Leonard Bernstein (Deutsche Grammophon; 1984)
- Schumann: Symphonie Nr. 2; Konzert für Violoncello und Orchester a-moll op. 129. Wiener Philharmoniker, Dirigent: Leonard Bernstein (Deutsche Grammophon; 1986)
- Joseph Haydn: Cellokonzerte. Chamber Orchestra of Europe (Deutsche Grammophon; u. a. 1987)
- Antonín Dvořák: Celloconcerto; Ernest Bloch: Schelomo. Israel Philharmonic Orchestra, Dirigent: Leonard Bernstein (Deutsche Grammophon; 1989)
- Elgar: Cello Concerto; Tchaikovsky: Rococo Variations. Philharmonia Orchestra, Dirigent: Giuseppe Sinopoli (Deutsche Grammophon; 1991)
- Vivaldi, Boccherini: Cellokonzerte. Orpheus Chamber Orchestra (Deutsche Grammophon; 1995)
- Shostakovich: Cellokonzerte Nr. 1 & 2. London Symphony Orchestra, Dirigent: Michael Tilson Thomas (Deutsche Grammophon; 1995)
- Saint-Saëns – Mischa Maisky: Cello Concerto No. 1; Cello Sonata No. 1. Mit Daria Hovora, Orpheus Chamber Orchestra (Deutsche Grammophon; 1998)
- Beethoven: Triple Concerto; Schumann: Piano Concerto. Mit Martha Argerich, Renaud Capuçon, Orchestra della Svizzera italiana, Dirigent: Alexandre Rabinovitch-Barakovsky (Warner classics; 2003)
- Dvořák: Cello Concerto; Strauss: Don Quixote. Berliner Philharmoniker, Dirigent: Zubin Mehta (Deutsche Grammophon; 2003)